# Mikkel Bjerg
Mikkel Bjerg (Copenhague, 3 de noviembre de 1998) es un ciclista danés miembro del conjunto UAE Team Emirates XRG.
En 2016 se proclamaría campeón de Dinamarca en la prueba contrarreloj para juniors. Ese mismo año, se alzaría con la plata en la prueba Campeonato Mundial de Ciclismo en Ruta de 2016 en Doha, Catar.

## Palmarés
2016
- 2.º en el Campeonato Mundial Contrarreloj Junior

2017
- 3.º en el Campeonato de Dinamarca Contrarreloj
- 2.º en el Campeonato Europeo Contrarreloj sub-23
- Campeonato Mundial Contrarreloj sub-23

2018
- Dorpenomloop Rucphen
- 2.º en el Campeonato de Dinamarca Contrarreloj
- Campeonato Mundial Contrarreloj sub-23

2019
- Triptyque des Monts et Châteaux
- 2.º en el Campeonato Europeo Contrarreloj sub-23
- Hafjell TT
- Chrono Champenois
- Campeonato Mundial Contrarreloj sub-23

2021
- 2.º en el Campeonato de Dinamarca Contrarreloj

2023
- 1 etapa del Critérium del Dauphiné
- 3.º en el Campeonato de Dinamarca Contrarreloj

2024
- 3.º en el Campeonato de Dinamarca Contrarreloj

## Resultados

### Grandes Vueltas
| Carrera | Carrera         | 2017 | 2018 | 2019 | 2020 | 2021  | 2022  | 2023  | 2024  |
| ------- | --------------- | ---- | ---- | ---- | ---- | ----- | ----- | ----- | ----- |
|         | Giro de Italia  | —    | —    | —    | 97.º | —     | —     | —     | 108.º |
|         | Tour de Francia | —    | —    | —    | —    | 110.º | 123.º | 123.º | —     |
|         | Vuelta a España | —    | —    | —    | —    | —     | —     | —     | —     |

—: no participa

Ab.: abandono

### Clásicas y Campeonatos
| Carrera                | Carrera                | 2017          | 2018          | 2019          | 2020          | 2021 | 2022  | 2023 | 2024 | 2025  |
| ---------------------- | ---------------------- | ------------- | ------------- | ------------- | ------------- | ---- | ----- | ---- | ---- | ----- |
| Omloop Het Nieuwsblad  | Omloop Het Nieuwsblad  | —             | —             | —             | Ab.           | —    | —     | —    | —    | 70.º  |
| Kuurne-Bruselas-Kuurne | Kuurne-Bruselas-Kuurne | —             | —             | —             | Ab.           | —    | —     | —    | —    | 103.º |
| Strade Bianche         | Strade Bianche         | —             | —             | —             | —             | —    | Ab.   | —    | —    | —     |
| E3 Saxo Bank Classic   | E3 Saxo Bank Classic   | —             | —             | —             | X             | 33.º | 43.º  | 37.º | 30.º | 51.º  |
| Gante-Wevelgem         | Gante-Wevelgem         | —             | —             | —             | —             | —    | —     | 6.º  | 19.º | 50.º  |
| A Través de Flandes    | A Través de Flandes    | —             | —             | —             | —             | —    | Ab.   | 37.º | 36.º | 21.º  |
|                        | Tour de Flandes        | —             | —             | —             | —             | Ab.  | —     | 15.º | 4.º  | Ab.   |
|                        | París-Roubaix          | —             | —             | —             | X             | —    | —     | 40.º | 51.º | 50.º  |
| Flecha Brabanzona      | Flecha Brabanzona      | —             | —             | —             | —             | —    | —     | Ab.  | —    |       |
| Amstel Gold Race       | Amstel Gold Race       | —             | —             | —             | X             | 79.º | —     | —    | —    |       |
| Bretagne Classic       | Bretagne Classic       | —             | —             | —             | 50.º          | —    | —     | —    | —    |       |
| Cyclassics Hamburg     | Cyclassics Hamburg     | —             | —             | —             | X             | X    | 27.º  | —    | Ab.  |       |
| París-Tours            | París-Tours            | —             | —             | —             | —             | —    | —     | Ab.  | 54.º |       |
| JJ. OO. (Ruta)         | JJ. OO. (Ruta)         | No se disputó | No se disputó | No se disputó | No se disputó | —    | ND    | ND   | 73.º | ND    |
| JJ. OO. (CRI)          | JJ. OO. (CRI)          | No se disputó | No se disputó | No se disputó | No se disputó | —    | ND    | ND   | 10.º | ND    |
| Mundial en Ruta        | Mundial en Ruta        | —             | —             | —             | —             | Ab.  | 92.º  | Ab.  | —    |       |
| Mundial Contrarreloj   | Mundial Contrarreloj   | —             | —             | —             | 17.º          | 17.º | 14.º  | 9.º  | 14.º |       |
| Europeo en Ruta        | Europeo en Ruta        | —             | —             | —             | —             | —    | 104.º | Ab.  | Ab.  |       |
| Europeo Contrarreloj   | Europeo Contrarreloj   | —             | —             | —             | —             | 21.º | 4.º   | 4.º  | 11.º |       |
| Dinamarca en Ruta      | Dinamarca en Ruta      | 12.º          | 21.º          | 45.º          | —             | —    | —     | —    | 73.º |       |
| Dinamarca Contrarreloj | Dinamarca Contrarreloj | 3.º           | 2.º           | 5.º           | —             | 2.º  | —     | 3.º  | 3.º  |       |